# John Cornyn
John Cornyn III (Houston, 2 de febrero de 1952) es un político estadounidense. Desde 2002, representa a Texas en el Senado de su país. Es miembro del Partido Republicano. De 2007 a 2011 presidió el Comité Nacional Senatorial Republicano.

## Carrera judicial y política
Nació en Houston. Fue un juez en el Tribunal del Distrito 37.ª de Texas desde 1985 hasta 1991, hasta que fue elegido juez asociado de la Corte Suprema de Texas, donde sirvió de 1991 a 1997. En 1998, fue elegido procurador general de Texas, sirviendo un mandato hasta ganar un escaño en el Senado de los Estados Unidos en 2002. Fue reelegido para un segundo mandato en 2008 y para un tercer mandato en 2014.
En 2017, fue uno de los 22 sendores que firmó una carta pidiéndole al presidente Donald Trump que saque a Estados Unidos del Acuerdo de París, el cual busca reducir los efectos del cambio climático.